# Iijima (Nagano)
Iijima (jap.: 飯島町, -machi) ist eine Stadt im Süden von Kamiina-gun in der Präfektur Nagano auf der japanischen Hauptinsel Honshū.

## Geografie
Iijima liegt im Ina-Becken zwischen dem Kiso-Gebirge und dem Akaishi-Gebirge. Die Fläche beträgt 86,94 km². Am 1. Februar 2010 lebten 10.154 Menschen in Iijima. Angrenzende Kommunen sind die Großstädte (shi) Iida und Komagane, die Stadt Matsukawa (Shimoina-gun) und die Dörfer mura Nakagawa (Kamiina-gun) und Ōkuwa (Kiso-gun).

## Geschichte
Zu Beginn der Meiji-Zeit war Iijima Verwaltungssitz der kurzlebigen Präfektur Ina. Als Verwaltungseinheit wurde Iijima am 1. April 1889 als Dorf gegründet. Am 1. Januar 1954 wurde Iijima zur Stadt. Die letzte Gebietsreform fand am 30. September 1956 mit der Eingliederung des Dorfes Nanakubo statt.

## Verkehr
Durch Iijima verläuft die Iida-Linie von JR Central. In Iijima gibt es insgesamt fünf Bahnhöfe (Iijima, Ina-Hongō, Nanakubo, Tagiri und Takatōbara).
Durch Iijima verläuft die Nationalstraße 153 und die Chūō-Autobahn. An Letzterer befindet sich die Bushaltestelle Iijima für Schnellbusse.

## Bildungseinrichtungen
In Iijima gibt es zwei Grundschulen und eine Mittelschule. Alle Schulen sind in Trägerschaft der Stadt.

## Städtefreundschaften
- Ferraz de Vasconcelos, Brasilien (seit 1975)
- Ikaruga, Japan (seit 1998)

## Weblinks

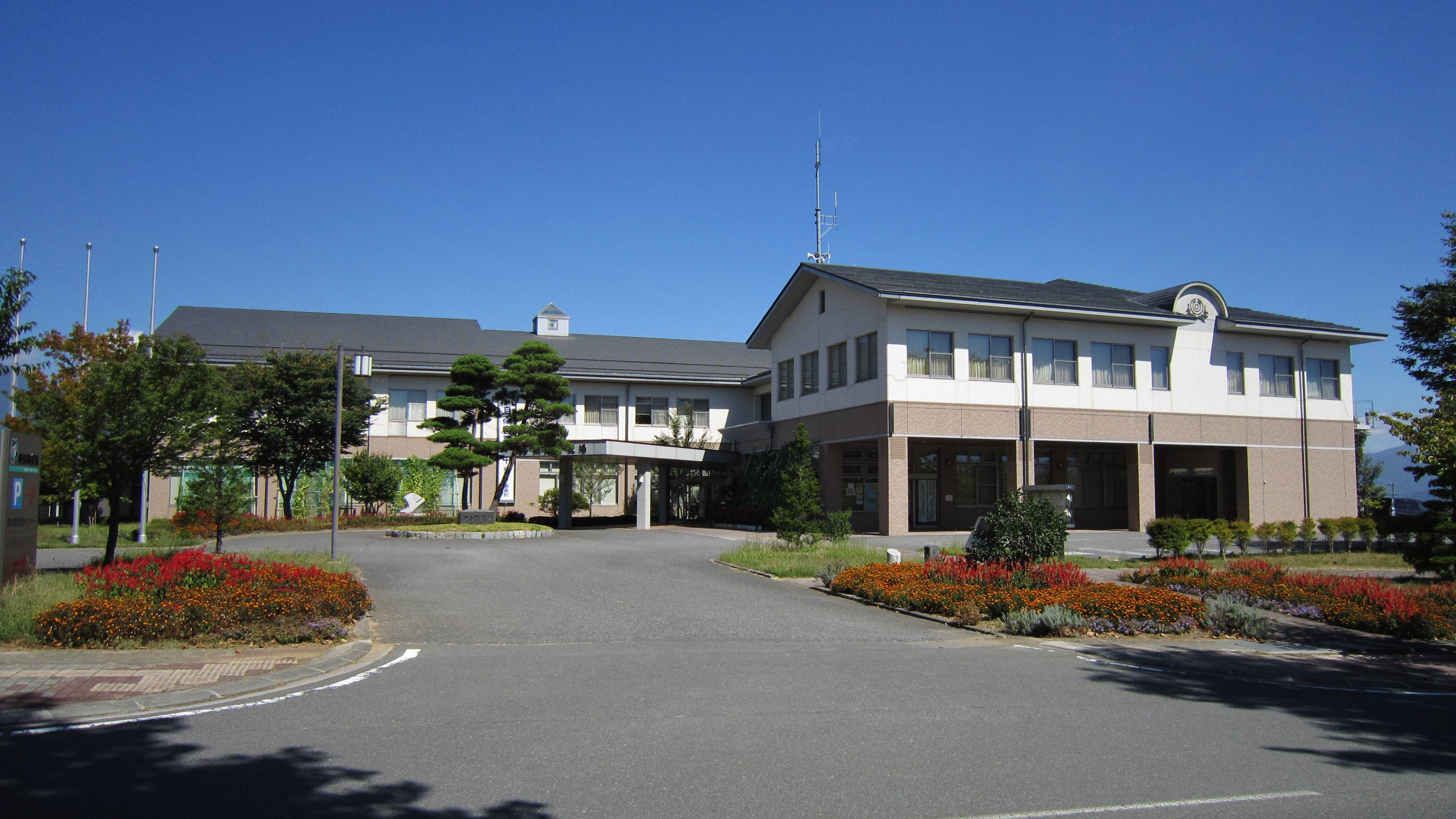
Rathaus